# Йоргос Лепидатос
Георгиос (Йоргос) Лепидатос с псевдоним капитан Аркудас (на гръцки: Γεώργιος Λεπιντάτος, Λεπενάτος, Λεπενιώτης, Αλιμπιντάτος, Καπετάν Αρκούδας) е гръцки андартски капитан, деец на гръцката въоръжена пропаганда в Македония.

## Биография
Лепидатос е роден в голямото арумънско македонско село Самарина, Османската империя, днес Гърция. Баща му Николаос е участник във вълненията от 1854 година. Влиза в редиците на гръцката пропаганда в Македония и става капитан на чета.
В 1896 година Лепидатос взима участие в Гръцкото четническо движение в Македония в Гревенско с чета от 25 души. По време на Гръцко-турската война в 1897 година четата на Лепидатос заедно с тези на Мавромихалис и Янкос отблъсква турците от гара Аспроклисия. По-късно действа с Наум Спанос.
Действа на Халкидики и участва в сражението при дерето на „Света Анастасия“. След това се мести в Мариово.
По-късно действа срещу румънската пропаганда в Гревенско и Загори. Загива на 6 август 1906 година край каменния мост при село Кукули.